# 埼玉医療福祉専門学校
埼玉医療福祉専門学校（さいたまいりょうふくしせんもんがっこう）とは、埼玉県上尾市井戸木にある専修学校。学校法人葵学園が運営。

## 沿革
- 2000年 - 埼玉医療福祉専門学校として開校。理学療法学科（4年制昼）
- 2004年 - 卒業生より4年制昼課程へ高度専門士の称号が付与される。
- 2017年 - 職業実践専門課程に認定される。
- 2017年 - 理学療法学科（3年制夜）新設
- 2020年 - 卒業生より3年制夜課程へ専門士の称号が付与される。
- 2020年 - 高等教育の修学支援制度の対象校に認定される

## 学科一覧
- 理学療法学科（4年制昼：1学年定員40名）（3年制夜：1学年定員40名）

## 姉妹校
- 葵メディカルアカデミー